# Förändringens vindar
Förändringens vindar (Originaltitel State of the Union) är en roman skriven av den amerikanske författaren Douglas Kennedy. Den utkom 2005, och utgavs 2006 i svensk översättning.
Bokens handling utspelar sig i två kontrasterande perioder i moderna USA, på det radikala 1960-talet och det konservativa 2000-talet. Hannah Buchan har på 1960-talet börjat på universitetet. Nästan alla engagerar sig i proteströrelsen mot Vietnamkriget. Men Hannah går en annan väg, hon gifter sig med en läkarstuderande och börjar leva ett mycket traditionellt, ombonat småstadsliv. Plötsligt möter hon den vänsterradikale Tobias Judson, de inleder en hemlig kärleksaffär och Hannahs stillsamma liv förvandlas till dramatik när hon inser att han är efterlyst. Senare delen av boken utspelar sig i modern tid. Hannahs hemlighet avslöjas och enorma slitningar uppstår i hennes högerkonservativa familj.
Boken skildrar det moderna USA och motsättningarna mellan liberaler och högerkristna republikaner. Ett annat tema i boken är äktenskapet och den eviga balansgången mellan ansvaret mot familjen och den personliga friheten.